# Lagoúta
Lagoúta, en grec moderne : Λαγούτα est un village du dème de Minóa Pediáda, en Crète, en Grèce. Selon le recensement de 2011, la population de Lagoúta compte 50 habitants. Il est situé à une altitude de 250 m, à 48 km de Héraklion et 18 km d'Arkalochóri.

## Recensements de la population
| Recensements | 1900 | 1920 | 1928 | 1940 | 1951 | 1961 | 1971 | 1981 | 1991 | 2001 | 2011 |
| ------------ | ---- | ---- | ---- | ---- | ---- | ---- | ---- | ---- | ---- | ---- | ---- |
| Population   | 18   | 178  | 153  | 142  | 169  | 195  | 188  | 123  | -    | 83   | 50   |